# Pearly Brown
Pearly Brown (1915 - 1986), également connu en tant que Révérend Pearly Brown, né à Abbeville, en Géorgie, aux États-Unis, est un chanteur de blues. Il est considéré comme le dernier grand musicien prêcheur de rue. Jusqu'en 1979, il chanta ses chansons d'inspiration religieuse dans les rues de Macon, puis il dut prendre sa retraite à cause de sa mauvaise santé.

## Biographie
Né aveugle le 18 août 1915 à Abbeville, il grandît à Americus, en Géorgie, où il commença à apprendre la guitare à l'âge de 7 ans. Très jeune, il se mit à jouer dans la rue, activité qu'il poursuivit pendant plusieurs décennies.
Son jeu de guitare est lourd et pesant, jouant lui-même avec une guitare douze-cordes, comme Leadbelly. Son répertoire est composé majoritairement de gospels religieux, mais également de ce qu'il appelait des Slave Songs (Chansons d'esclave). Son style de musique est du Blues d'inspiration Country.
Son chant puissant, semblable à son jeu de guitare, se prête à des chants spirituels, qui ne sont pas sans rappeler Blind Willie Johnson.
En 1975, John W. English tourne un documentaire sur le Réverend Brown intitulé Mean Old World.
Le révérend Pearly Brown s'éteint en 1986.
En 2010, 24 ans après sa mort, il est inclus dans le Georgia Music Hall of Fame.

### Discographie
- Blind Pearly Brown: Georgia Street Singer, 1961
- It's A Mean Old World To Try To Leave In, 1975
- You're Gonna Need That Pure Religion, 2002